# DBC Pierre
DBC Pierre é o pseudónimo do escritor Peter Warren Finlay que nasceu em 1961 na Austrália e cresceu no México. DBC Pierre significa "Pierre, Dirty But Clean" (Pierre, sujo mas limpo).
Autor do livro Vernon God Little (Vernon Little, O Bode Expiatório) que ganhou o prêmio Booker Prize 2003 e com o Bollinger Everyman Wodehouse for Comic Writing 2003.

Foi actor, consumidor de drogas, cartoonista ou candidato a toureiro.

## Obras
Romances
- Vernon Little, O Bode Expiatório - no original Vernon God Little (Janeiro de 2003, Prémio Man Booker 2003)
- Ludmila's Broken English (Fevereiro de 2006)
- Lights Out in Wonderland (Setembro de 2010)[2]
- Breakfast with the Borgias  (Julho de 2014)

Contos
- "Suddenly Doctor Cox" (Maio de 2009)[3]
- Petit Mal (Novembro de 2013)